# Liste der Bodendenkmäler in Altdorf (Niederbayern)
Auf dieser Seite sind die Bodendenkmäler in dem niederbayerischen Markt Altdorf zusammengestellt. Diese Tabelle ist eine Teilliste der Liste der Bodendenkmäler in Bayern. Grundlage ist die Bayerische Denkmalliste, die auf Basis des Bayerischen Denkmalschutzgesetzes vom 1. Oktober 1973 erstmals erstellt wurde und seither durch das Bayerische Landesamt für Denkmalpflege geführt wird. Die folgenden Angaben ersetzen nicht die rechtsverbindliche Auskunft der Denkmalschutzbehörde.

## Bodendenkmäler in Altdorf

### Bodendenkmäler in der Gemarkung Altdorf
| Lage                               | Objekt | Akten-Nr.     | Bild           |
| ---------------------------------- | --- | ------------- | -------------- |
| Altdorf (Standort)                 | Siedlung des Mittelneolithikums (Stichbandkeramik/Gruppe Oberlauterbach) und der Münchshöfener Gruppe. Siedlung und Brandgräber der Urnenfelderzeit. Bestattungsplatz des Neolithikums (Schnurkeramik und Altheimer Kultur) und der Mittellatènezeit.                                                                                           | D-2-7438-0017 |                |
| Altdorf (Standort)                 | Burgstall Oswaldberg Burgstall des Mittelalters. | D-2-7438-0075 |                |
| Altdorf (Standort)                 | Siedlung der (mittleren) Bronzezeit, sowie der Urnenfelder- und Hallstattzeit. | D-2-7438-0078 |                |
| Altdorf (Standort)                 | Siedlung der Linear- und Stichbandkeramik/Gruppe Oberlauterbach, der Altheimer Gruppe, der mittleren Bronzezeit, der römischen Kaiserzeit und des Mittelalters. Grabenwerk der Altheimer Gruppe. | D-2-7438-0080 |                |
| Altdorf (Standort)                 | Verebnetes viereckiges Grabenwerk vor- und frühgeschichtlicher Zeitstellung und Siedlung der mittleren Bronzezeit. | D-2-7438-0088 |                |
| Altdorf (Standort)                 | Siedlung vorgeschichtlicher Zeitstellung, unter anderem der Linear- und Stichbandkeramik/Gruppe Oberlauterbach, der Münchshöfener Gruppe, der mittleren und späten Bronzezeit, der Urnenfelderzeit, der Hallstattzeit, der späten Latènezeit sowie des frühen Mittelalters.                                                                     | D-2-7438-0101 |                |
| Altdorf (Standort)                 | Siedlung des Neolithikums, unter anderem der Linear- und Stichbandkeramik (Gruppe Oberlauterbach), der spätneolithischen Münchshöfener und Altheimer Gruppe, der Michelsberger Kultur, der frühen und mittleren Bronzezeit, der Urnenfelderzeit und der römischen Kaiserzeit sowie des Mittelalters bzw. der Neuzeit. Gräber der Schnurkeramik. | D-2-7438-0102 |                |
| Altdorf (Standort)                 | Siedlung des Neolithikums, unter anderem der Münchshöfener Gruppe, der frühen Bronzezeit, der Urnenfelder- und (späten) Latènezeit. | D-2-7438-0103 |                |
| Altdorf (Standort)                 | Siedlung des Neolithikums, u.a der Glockenbecherkultur, der Urnenfelder- und Latènezeit sowie der römischen Kaiserzeit. | D-2-7438-0108 |                |
| Altdorf (Standort)                 | Siedlung des Neolithikums, unter anderem der Linearbandkeramik, der Urnenfelderzeit und des Mittelalters bzw. der Neuzeit. | D-2-7438-0110 |                |
| Altdorf (Standort)                 | Verebnete Viereckschanze der späten Latènezeit und Siedlung vorgeschichtlicher und frühmittelalterlicher Zeitstellung. | D-2-7438-0111 |                |
| Altdorf (Standort)                 | Siedlung des späten Mittelalters. | D-2-7438-0113 |                |
| Altdorf (Standort)                 | Siedlung des Neolithikums. | D-2-7438-0114 |                |
| Altdorf (Standort)                 | Siedlung des Neolithikums, unter anderem der Gruppe Oberlauterbach, Siedlung oder Gräber der Latènezeit. | D-2-7438-0115 |                |
| Altdorf (Standort)                 | Siedlung vor- und frühgeschichtlicher Zeitstellung. | D-2-7438-0116 |                |
| Altdorf (Standort)                 | Siedlung des Neolithikums und allgemein vorgeschichtlicher Zeitstellung. | D-2-7438-0117 |                |
| Altdorf (Standort)                 | Bestattungsplatz der Linearbandkeramik, der Schnurkeramik und der Frühbronzezeit. Siedlung der Linearbandkeramik und der frühen Bronzezeit sowie vor- und frühgeschichtlicher Zeitstellung. Metallzeitlicher Graben. | D-2-7438-0118 |                |
| Altdorf (Standort)                 | Siedlung vor- und frühgeschichtlicher Zeitstellung. | D-2-7438-0119 |                |
| Altdorf (Standort)                 | Siedlung vor- und frühgeschichtlicher Zeitstellung. | D-2-7438-0120 |                |
| Altdorf (Standort)                 | Siedlung vor- und frühgeschichtlicher Zeitstellung. | D-2-7438-0121 |                |
| Altdorf (Standort)                 | Siedlung vor- und frühgeschichtlicher Zeitstellung. | D-2-7438-0123 |                |
| Altdorf (Standort)                 | Siedlung vor- und frühgeschichtlicher Zeitstellung. | D-2-7438-0124 |                |
| Altdorf (Standort)                 | Siedlung des Neolithikums, unter anderem wohl der Altheimer Gruppe, sowie der römischen Kaiserzeit. | D-2-7438-0134 |                |
| Altdorf (Standort)                 | Siedlung der späten Latènezeit und des Mittelalters. | D-2-7438-0325 |                |
| Altdorf Hauptstrasse 78 (Standort) | Pfarrkirche Mariä Heimsuchung Untertägige mittelalterliche und frühneuzeitliche Befunde im Bereich der Katholischen Pfarrkirche Mariä Heimsuchung in Altdorf, darunter Spuren von Vorgängerbauten bzw. älteren Bauphasen. | D-2-7438-0427 | weitere Bilder |
| Altdorf Kirchgasse 4 (Standort)    | Nebenkirche St. Nikola, ehem. St. Stephanus Untertägige mittelalterliche und frühneuzeitliche Befunde im Bereich der Katholischen Kirche St. Nikolaus in Altdorf, darunter Spuren von Vorgängerbauten bzw. älteren Bauphasen. | D-2-7438-0428 | weitere Bilder |
| Altdorf (Standort)                 | Siedlung der Altheimer Gruppe und Bestattungsplatz vorgeschichtlicher Zeitstellung. | D-2-7438-0433 |                |
| Altdorf (Standort)                 | Siedlung der Stichbandkeramik/Gruppe Oberlauterbach, der Münchshöfener Gruppe, der Bronzezeit und der Urnenfelderzeit. | D-2-7438-0434 |                |
| Altdorf (Standort)                 | Gräberfeld der Urnenfelderzeit. | D-2-7438-0436 |                |
| Altdorf (Standort)                 | Siedlung der Münchshöfener Gruppe. | D-2-7438-0437 |                |
| Altdorf (Standort)                 | Siedlung der mittleren Bronzezeit, der Urnenfelderzeit und des Mittelalters. | D-2-7438-0438 |                |
| Altdorf (Standort)                 | Siedlung der Linearbandkeramik, des Mittelneolithikums (Stichbandkeramik/Gruppe Oberlauterbach) und der Münchshöfener Gruppe. Bestattungsplatz der Münchshöfener Gruppe sowie vorgeschichtlicher Zeitstellung. | D-2-7438-0439 |                |
| Altdorf (Standort)                 | Siedlung vor- und frühgeschichtlicher Zeitstellung. | D-2-7438-0468 |                |

### Bodendenkmäler in der Gemarkung Eugenbach
| Lage                             | Objekt | Akten-Nr.     | Bild           |
| -------------------------------- | --- | ------------- | -------------- |
| Eugenbach (Standort)             | Grabhügel vorgeschichtlicher Zeitstellung, unter anderem der mittleren Bronzezeit und der späten Hallstattzeit. | D-2-7438-0125 |                |
| Eugenbach (Standort)             | Burgstall des Mittelalters. Siedlung vorgeschichtlicher Zeitstellung, unter anderem des Mittelneolithikums, sowie des Mittelalters und der Neuzeit.                                                                   | D-2-7438-0126 |                |
| Eugenbach (Standort)             | Turmhügel Ostergaden Turmhügel des Mittelalters. | D-2-7438-0127 |                |
| Eugenbach (Standort)             | Siedlung des Neolithikums, unter anderem der Linearbandkeramik und der Altheimer Gruppe, sowie der mittleren Bronzezeit.                                                                                              | D-2-7438-0128 |                |
| Eugenbach (Standort)             | Siedlung des (jüngeren) Neolithikums, unter anderem der Münchshöfener und Altheimer Gruppe, der Urnenfelder- und späten Latènezeit sowie verebnetes viereckiges Grabenwerk vor- und frühgeschichtlicher Zeitstellung. | D-2-7438-0130 |                |
| Eugenbach (Standort)             | Siedlung vorgeschichtlicher Zeitstellung, unter anderem des Neolithikums. | D-2-7438-0131 |                |
| Eugenbach (Standort)             | Siedlung der Bronzezeit und der späten Latènezeit. Villa rustica der mittleren römischen Kaiserzeit mit Gewerbegebiet.                                                                                                | D-2-7438-0132 |                |
| Eugenbach (Standort)             | Siedlung der römischen Kaiserzeit. | D-2-7438-0133 |                |
| Eugenbach (Standort)             | Bestattungsplatz des frühen Mittelalters. | D-2-7438-0135 |                |
| Eugenbach (Standort)             | Siedlung vor- und frühgeschichtlicher Zeitstellung. | D-2-7438-0136 |                |
| Eugenbach (Standort)             | Siedlung vor- und frühgeschichtlicher Zeitstellung. | D-2-7438-0137 |                |
| Eugenbach (Standort)             | Verebnetes Grabenwerk und Siedlung vor- und frühgeschichtlicher Zeitstellung. | D-2-7438-0138 |                |
| Eugenbach (Standort)             | Siedlung vor- und frühgeschichtlicher Zeitstellung. | D-2-7438-0139 |                |
| Eugenbach (Standort)             | Siedlung vor- und frühgeschichtlicher Zeitstellung. | D-2-7438-0141 |                |
| Eugenbach Kirchweg 21 (Standort) | Pfarrkirche St. Georg Untertägige mittelalterliche und frühneuzeitliche Befunde im Bereich der Katholischen Pfarrkirche St. Georg in Eugenbach, darunter Spuren von Vorgängerbauten bzw. älteren Bauphasen.           | D-2-7438-0426 | weitere Bilder |
| Eugenbach (Standort)             | Siedlung der frühen Neuzeit. | D-2-7438-0463 |                |

### Bodendenkmäler in der Gemarkung Pfettrach
| Lage                                            | Objekt | Akten-Nr.     | Bild                       |
| ----------------------------------------------- | --- | ------------- | -------------------------- |
| Pfettrach (Standort)                            | Grabhügel vorgeschichtlicher Zeitstellung. | D-2-7438-0143 |                            |
| Pfettrach (Standort)                            | Frühmittelalterliche Abschnittsbefestigung. | D-2-7438-0144 |                            |
| Pfettrach Am Schloßanger 1 (Standort)           | Schloss Pfettrach Untertägige mittelalterliche und frühneuzeitliche Befunde im Bereich des abgegangenen Herrschaftssitzes (Burgstall/Wasserschloss) von Pfettrach mit einstmaligem Wassergraben, Nebengebäuden und Gartenanlagen                                                        | D-2-7438-0145 | Bodendenkmal D-2-7438-0145 |
| Pfettrach (Standort)                            | Verebnete Grabhügel vorgeschichtlicher Zeitstellung. Siedlung des Neolithikums, unter anderem der Linear- und Stichbandkeramik/Gruppe Oberlauterbach, der Münchshöfener Gruppe, des Spätneolithikums und der Metallzeiten, unter anderem der Bronzezeit sowie der römischen Kaiserzeit. | D-2-7438-0147 |                            |
| Pfettrach (Standort)                            | Siedlung des Neolithikums, unter anderem der Linear- und Stichbandkeramik/Gruppe Oberlauterbach, der Münchshöfener und Altheimer Gruppe, sowie der (frühen) Bronzezeit und der römischen Kaiserzeit.                                                                                    | D-2-7438-0148 |                            |
| Pfettrach (Standort)                            | Siedlung der Münchshöfener Gruppe, der Bronzezeit und der Urnenfelderzeit. | D-2-7438-0149 |                            |
| Pfettrach (Standort)                            | Siedlung vorgeschichtlicher Zeitstellung, unter anderem des Neolithikums. | D-2-7438-0154 |                            |
| Pfettrach (Standort)                            | Siedlung vor- und frühgeschichtlicher Zeitstellung, unter anderem des Neolithikums und der Bronzezeit. | D-2-7438-0155 |                            |
| Pfettrach (Standort)                            | Siedlung vor- und frühgeschichtlicher Zeitstellung. | D-2-7438-0156 |                            |
| Pfettrach (Standort)                            | Siedlung vor- und frühgeschichtlicher Zeitstellung. | D-2-7438-0157 |                            |
| Pfettrach Pfeffenhausener Strasse 21 (Standort) | Filialkirche St. Othmar Untertägige mittelalterliche und frühneuzeitliche Befunde im Bereich der Katholischen Filialkirche St. Othmar in Pfettrach, darunter Spuren von Vorgängerbauten bzw. älteren Bauphasen.                                                                         | D-2-7438-0338 | weitere Bilder             |
| Pfettrach (Standort)                            | Siedlung des Neolithikums. | D-2-7438-0339 |                            |
| Pfettrach (Standort)                            | Siedlung und Bestattungsplatz des Mittelneolithikums (Gruppe Oberlauterbach). | D-2-7438-0412 |                            |
| Pfettrach (Standort)                            | Siedlung der Altheimer Gruppe und der Bronzezeit. | D-2-7438-0435 |                            |
| Pfettrach (Standort)                            | Burgstall des Mittelalters. | D-2-7438-0469 |                            |